# José Luis Moreno
José Luis Rodríguez Moreno, conosciuto come José Luis Moreno (Madrid, 16 aprile 1947), è un attore, produttore televisivo, sceneggiatore, e ventriloquo spagnolo, noto negli anni ottanta 
soprattutto per le sue apparizioni televisive con il suo pupazzo Rockfeller.

## Biografia
È il figlio del marionettista Natalio Rodríguez López detto "Talio" e di Josefa Moreno Centeno.
Già dall'adolescenza entrò gradualmente nel mondo della musica della capitale spagnola come cantante d'opera, conseguendo anche il diploma in pianoforte e violoncello al Conservatorio Reale di Madrid nel 1967. Nel frattempo, imparò presto l'arte del ventriloquio dallo zio Wenceslao Centeno, un ventriloquo originario di Salamanca e che acquistò parecchia notorietà negli Stati Uniti con lo pseudonimo di "Señor Wences", e che morirà a 103 anni, nel 1999.
All'inizio degli anni settanta Jose Luis riuscì a concludere gli studi in medicina all'Università di Madrid, conseguendo la laurea in neurochirurgia. Nel frattempo, iniziò a proporre vari spettacoli di gala e benefici in giro per la Spagna, per poi apparire anche in alcune emittenti televisive spagnole come RTVE e Antena 3. In questi spettacoli proponeva scenette dove dava la voce ad alcuni personaggi come Dolly, un pupazzo animato dalle fattezze di una pecora, con gli occhiali e tante piume in testa; Monchito, un bambino dalla voce stridula, Macario il contadino (noto in Italia come Onorio, per non confonderlo col noto attore comico) e Rockfeller.

Fu soprattutto quest'ultimo, un corvo antropomorfo in frac, che negli anni ottanta gli conferì notorietà non solo in Spagna, ma anche in Italia. Fu la stessa Carrà che lo notò per la prima volta in terra iberica, e che lo volle nella sua trasmissione su Rai 1 "Pronto, Raffaella?" per la prima volta nel 1983. Moreno, data la sua buona predisposizione alle lingue straniere, imparò velocemente anche l'italiano.
In Italia partecipò a numerosi programmi televisivi, tra cui: il Dopofestival del Festival di Sanremo del 1984; Fantastico 5 sempre nel 1984, dove apparì come ospite fisso; il Festival di Sanremo del 1985; Domenica in su Rai 1; Pentatlon, Odiens e Finalmente venerdì su Canale 5 (1985-1989).

### Controversie
Le sue apparizioni televisive in Italia suscitarono, all'epoca, non poche polemiche. Non soltanto tacciato di battute irriverenti, corredate dalla sua tipica e volgare mossa data al pupazzo, e da frasi ritenute comunque sicuramente non idonee a uno spettacolo per ragazzini, Moreno venne altresì accusato di non essere un autentico ventriloquo, ovvero di muovere spesso la bocca in modo evidente e di usare il microfono fisso dove poggiava la mano che non reggeva il pupazzo per nascondere i movimenti delle labbra.

### Dopo il 1985
Vista la sua popolarità in graduale calo in Italia nella seconda metà degli anni ottanta, Moreno decise di proseguire la sua carriera soprattutto con spettacoli in America Latina, per poi di nuovo ritornare in Spagna.

Pubblicò anche singoli e album con la voce del pupazzo Rockfeller, per le etichette Hispavox, Cinevox e altre. 
In seguito, si ritirò dall'attività di ventriloquo, dedicandosi a quella di produttore televisivo, gestendo due aziende di produzione televisiva spagnola, la Miramón Mendi (poi acquisita da Telecinco) e l'Alba Adriatica, con cui realizzò programmi per varie tv spagnole ed estere. 
Il 23 settembre 2011 apparve come ospite al programma I migliori anni al fianco di Carlo Conti e con il suo pupazzo Rockfeller, mentre il 15 e il 16 febbraio 2013 partecipò come ospite alla quarta serata del Festival di Sanremo, condotto da Fabio Fazio.
Negli anni duemila si occupò anche di attività imprenditoriali nell'ambito finanziario. Nel 2007 subì un'aggressione nella propria abitazione da parte di una banda armata subendo gravi conseguenze, per motivi mai chiariti completamente, che si ripeté nel 2016. Nel 2014 i suoi studi di registrazione subirono un attentato con conseguente incendio del fabbricato. Il 29 giugno 2021 fu arrestato nella sua abitazione di Madrid dalla Guardia Civil, con l'accusa di frode fiscale e associazione a delinquere, in un'operazione che coinvolse altre persone e con un valore stimato di 50 milioni di euro.

## Filmografia
Per la Paramount Comedy prese parte al cortometraggio La hora chanante - José Luis Moreno en el país de Oz, una parodia della storia de Il meraviglioso mago di Oz, in cui lui rappresentava Dorothy al maschile con tanto di cagnolino Toto, Macario rappresentava l'Uomo di Latta, Monchito lo Spaventapasseri e Rockfeller il Leone.

## Discografia solo italiana

### Album
- 1984 - Fantastico Rockfeller (Cinevox, SCQ 502, EP)
- 1985 - Rockfeller a Pentatlon (Cinevox, SC 33/54, LP)
- 1985 - La pappa non mi va (Cinevox, TRC 11, LP) con Rockfeller

### Singoli
- 1984 - Rockfeller/Il Corvo Kra-Kra-Krai (Cinevox, SC 1181, 7")
- 1985 - La pappa non mi va/La banda di Rockfeller (Cinevox, SC 1185, 7")